# Turnera prancei
Turnera prancei är en passionsblomsväxtart som beskrevs av M.M. Arbo. Turnera prancei ingår i släktet Turnera och familjen passionsblomsväxter. Inga underarter finns listade i Catalogue of Life.